# Nemotelus glaber
Nemotelus glaber är en tvåvingeart som beskrevs av Friedrich Hermann Loew 1872. Nemotelus glaber ingår i släktet Nemotelus och familjen vapenflugor. Inga underarter finns listade i Catalogue of Life.